# Pardosa paleata
Pardosa paleata este o specie de păianjeni din genul Pardosa, familia Lycosidae, descrisă de Mark Alderweireldt și Rudy Jocqué în anul 1992.
Este endemică în Libya. Conform Catalogue of Life specia Pardosa paleata nu are subspecii cunoscute.